# Jaciment de Can Font
Can Font o Can Guardiola és un jaciment de Llagostera (Gironès), declarat Bé cultural d'interès local.
Es troba als planells de les masies de Can Font i Can Guardiola (en zona de conreu), a la carretera de Vidreres a la Costa Brava, tot dominant la transició de la plana de Llagostera a la Costa Brava pel corredor del Ridaura. Fou descobert per F. Vergés (membre del Museu Arqueològic de Llagostera).
El total de peces del conjunt es troba repartit en dues col·leccions particulars: la del Sr. Vergés i la del Sr. Planella. Entre ambdós es compta amb un total de 639 peces, totes fortament patinades. Les matèries primeres en són el sílex (95,5%) i en molta menys mesura el quars (2,7%) i el cristall de roca (1,8%). El conjunt compta amb un 3% de nuclis, un 75% d'ascles i un 22% de peces retocades, com raspadors làmines de dors, becs, burins i esclats.
Cronològicament, s'ha situat el conjunt als inicis del Paleolític Superior. Ara bé, l'any 1976 Soler considera la possibilitat que els materials corresponguin a dues ocupacions diferents, ja que no es pot determinar clarament si és es tracta d'un jaciment aurinyacià o gravetià.
El material recollit aquí podria provenir de dos jaciments diferents, però estan tan junts i són tan difícils de delimitar que se'ls considera com un sol de sol. L'any 1989 Canal i Carbonell estableixen paral·lelismes entre Can Font i el jaciment arqueològic de Can Crispins.